# اولنا کارپنکو
اولنا کارپنکو (انگلیسی: Olena Karpenko؛ زادهٔ ۱۶ سپتامبر ۱۹۸۱) خواننده اهل اوکراین است.